# Pfaffenheim
Pfaffenheim an der Elsässer Weinstraße ist eine französische Gemeinde mit 1349 Einwohnern (Stand 1. Januar 2022) im Département Haut-Rhin in der Region Grand Est (bis 2015 Elsass). Sie ist Mitglied des Gemeindeverbandes der Pays de Rouffach, Vignobles et Châteaux.

## Geografie
Pfaffenheim liegt in der Oberrheinebene am Ostrand der Vogesen auf 200 Metern Meereshöhe, etwa 14 km südwestlich von Colmar und etwa 32 km nördlich von Mülhausen. Östlich des Dorfes fließt die Lauch. Der nächstgrößere Ort ist Rouffach in südlicher Richtung. Das Gemeindegebiet umfasst 14,57 km². Die höchste Erhebung des Ortes erreicht eine Höhe von 843 m. Im Westen liegt der Forêt communale de Pfaffenheim, der mit dem Forêt communale de Westhalten eine Einheit bildet. Das Gemeindegebiet gehört zum Regionalen Naturpark Ballons des Vosges.

## Geschichte
Bei der Kirche wurden Sarkophage der Merowingerzeit entdeckt, außerdem im Rebgelände von Petit Pfaffenheim ein Gräberfeld ebenfalls aus jener Zeit. Erwähnung 1186 als Pfaphinheim. Die Ortsbezeichnung Petit-Pfaffenheim im Rebgelände östlich des Dorfes erinnert an die abgegangene Kleinsiedlung Klein Pfaffenheim. Von den aus den Urkunden bekannten Burgen Presteneck, Hertenfels und Meyenheim sind keine Spuren, von Laubeck nur Reste eines Rundturms und der Halsgraben vorhanden. 1578 wird ein Siechenhaus für die Aussätzigen erwähnt.
Pfaffenheim gehörte kirchlich zum Bistum Basel, lag aber im Oberen Mundat, dem weltlichen Besitz und Machtbereich des Straßburger Bischofs im Oberelsass. 1338 überfielen die Bürger von Schlettstadt und Colmar im Gefolge des Kaisers Ludwig IV. den Ort im Kampf gegen den Bischof von Straßburg. 1444 wüteten hier die Armagnaken, vom französischen Thronfolger (Dauphin) angeführte Truppen, die von den Habsburgern gegen die Eidgenossen herbeigerufen worden waren und nach schweren Verlusten bei Sankt Jakob an der Birs marodierend das Elsass heimsuchten.
1680 musste das Hochstift Straßburg als Folge der Reunionspolitik von Ludwig XIV die Souveränität Frankreichs über sein linksrheinisches Gebiet anerkennen. Damit wurde auch Pfaffenheim französisch.
Der 1699 gegrabene Vauban-Kanal (ursprünglich Canal de Rouffach) verband einst Pfaffenheim über Rufach mit Neubreisach. Er diente dem Transport von Steinen aus den Brüchen am Schauenberg über Pfaffenheim und Holz aus den Vogesen für den Bau der Festung Neuf-Brisac. Der Kanal wurde von der Lauch gespeist.
Von 1871 bis zum Ende des Ersten Weltkrieges gehörte Pfaffenheim als Teil des Reichslandes Elsaß-Lothringen zum Deutschen Reich und war dem Kreis Gebweiler im Bezirk Oberelsaß zugeordnet.

### Bevölkerungsentwicklung
| Jahr      | 1910 | 1962 | 1968 | 1975 | 1982 | 1990 | 1999 | 2006 |
| Einwohner | 1325 | 1031 | 1007 | 1103 | 1087 | 1130 | 1186 | 1305 |

## Sehenswürdigkeiten
- Pfarrkirche Sankt Martin:  Von der mittelalterlichen Kirche sind nur der spätromanische, im ersten Viertel des 13. Jahrhunderts entstandene Chor, das anschließende Turmuntergeschoss und die Sakristei erhalten. Ausgrabungen von 1992 sprechen dafür, dass das dazugehörige Schiff älter war als der Chor.[2] 1892 errichtete Charles Winckler das neugotische Schiff und den Westchor. Der Turm von 1975 ersetzt einen einst auf dem romanischen Unterbau platzierten Vorgänger.  Auch im Innern wird die Nähe zur Gotik deutlich: hohe, schlanke Säulen, großes Chorfenster. Spätgotisches Sakramentshaus. In der Kirche befindet sich eine Orgel der französischen Orgelbauer Joseph und Claude-Ignace Callinet aus dem 19. Jahrhundert. Auffallend sind die Scharten der am Sandstein des Gotteshauses gewetzten Winzermesser.
- Mairie: 1845 wurde das stattliche Gebäude im spätklassizistischen Stil der Louis-Philippe-Zeit errichtet. Es beherbergte ursprünglich Rathaus, Pfarrhaus und Schule. Der von einem klassischen Dreiecksgiebel bekrönte Mittelbau tritt risalitartig hervor. Das Erdgeschoss mit drei profilierten Rundbogenöffnungen ist in Werkstein (Buntsandstein) ausgeführt, das Obergeschoss besitzt toskanische Pilaster. Die Hauseingänge in den Mittelachsen der flankierenden Gebäudeteile sind mit Eingängen versehen und durch Werksteinverwendung betont.
- Die Wallfahrtskapelle Notre-Dame-du-Schauenberg ist eine Marien-Wallfahrtsstätte, sie liegt etwa fünf Kilometer nordwestlich des Ortes im Wald mit großartigem Ausblick über die Oberrheinebene zu den Schwarzwaldbergen. Urkundliche Ersterwähnung einer Marienkapelle am Schauenberg 1441. Im Jahr 1483 ließ der Bischof von Basel nach einem Marienwunder ein der Wallfahrt gerecht werdendes Gotteshaus errichten. Um- und Neubauten in den folgenden Jahrhunderten bei wachsendem Pilgerzustrom. In der Revolution als Nationalgut verkauft. 1809 wieder Wallfahrtsstätte. Der gotische (geostete) Chor erhalten. Kirche 17. Jahrhundert. Das Gnadenbild wurde 1991 gestohlen.
- Küferhaus Grand Rue Nr. 31: Die Toreinfassung (datiert 1602) mit Hohlkehle und Wulst profiliert – wie bei vielen andern Winzerhäusern der Zeit um 1600 im Elsass – und mit kleinen Voluten am Einsetzen der Profilierung verziert. Im Wappen am Tor die Werkzeuge des Küfers. Der Hauseingang daneben mit Stichbogen, verziert mit dünnem Stabwerk, Blättern und Voluten. Einer der Eckquader ist datiert: 1662. Die Rahmung des schräg in die Ecke eingeschnittenen Fensterchens noch mit gotischen Hohlkehlen.  Das Haus Nr. 5 an der Place de la Mairie: (Abbildung siehe unten). Es besitzt aufwändiges Fachwerk: geschweifte, mit Nasen versehene Andreaskreuze (sog. Scherenstühle) im Obergeschoss, das auf den verlängerten Deckenbalken des Erdgeschosses vorkragt. Das Fachwerk der rechten Hälfte älter. Bei dem für die Zeit um 1600 typischen dreiteiligen Obergeschossfenster wurde nachträglich ein Fenster vermauert.  An der Haustüre deutet das Rad auf einen Wagner hin.
- Autel des Druides, eine natürliche Felsbildung, also kein keltisches Artefakt.

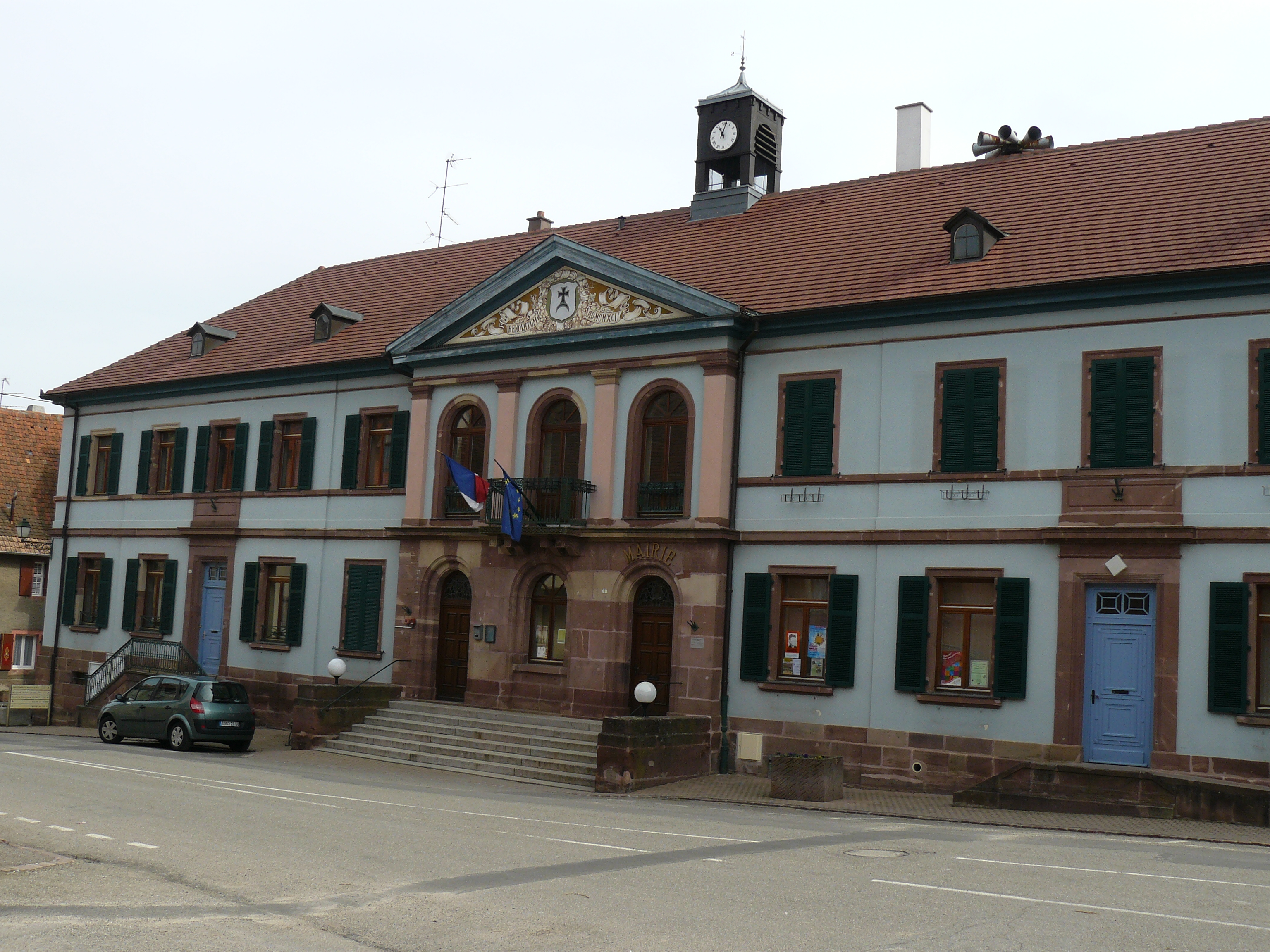
Rathaus
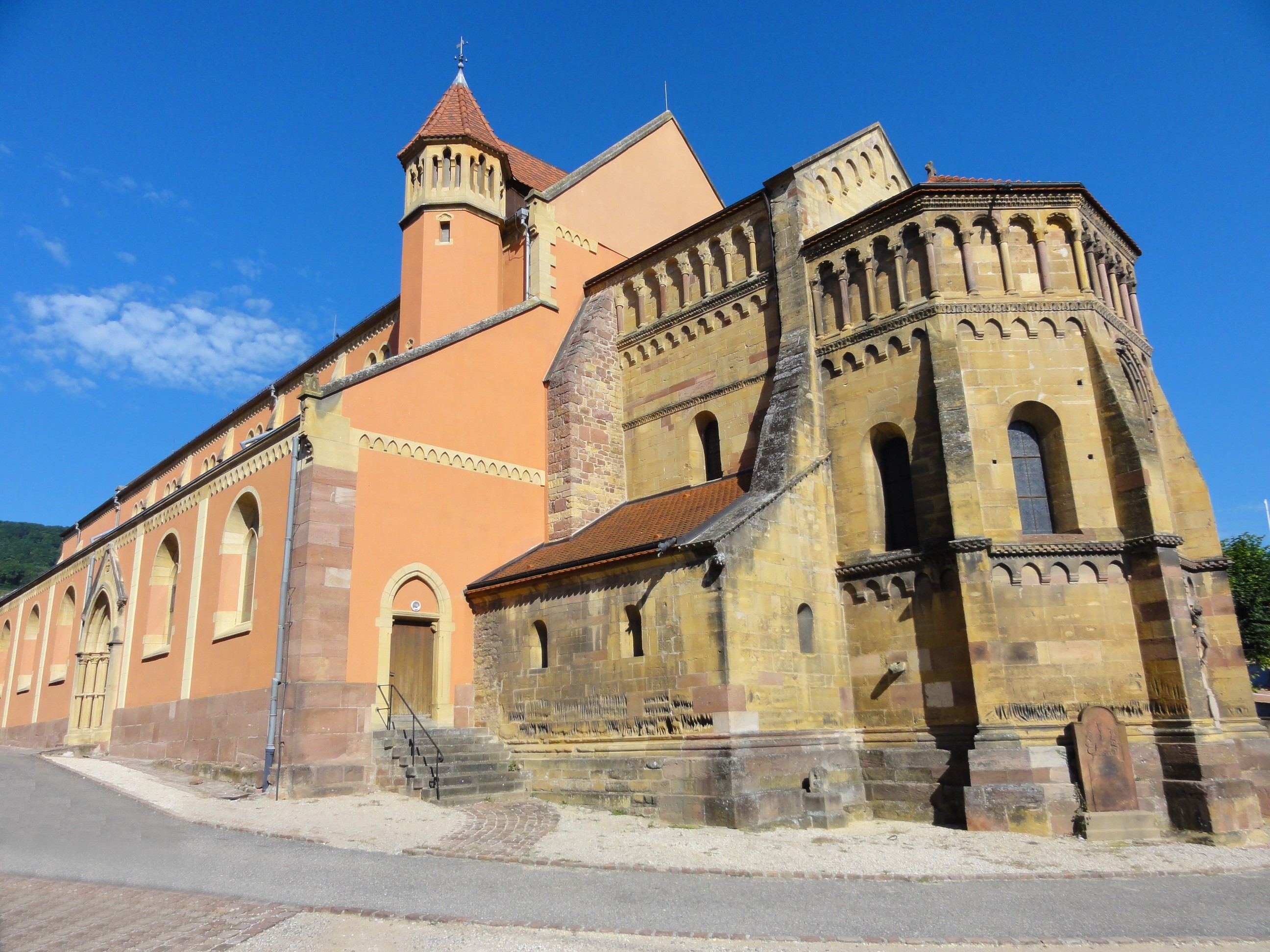
Kirche St. Martin
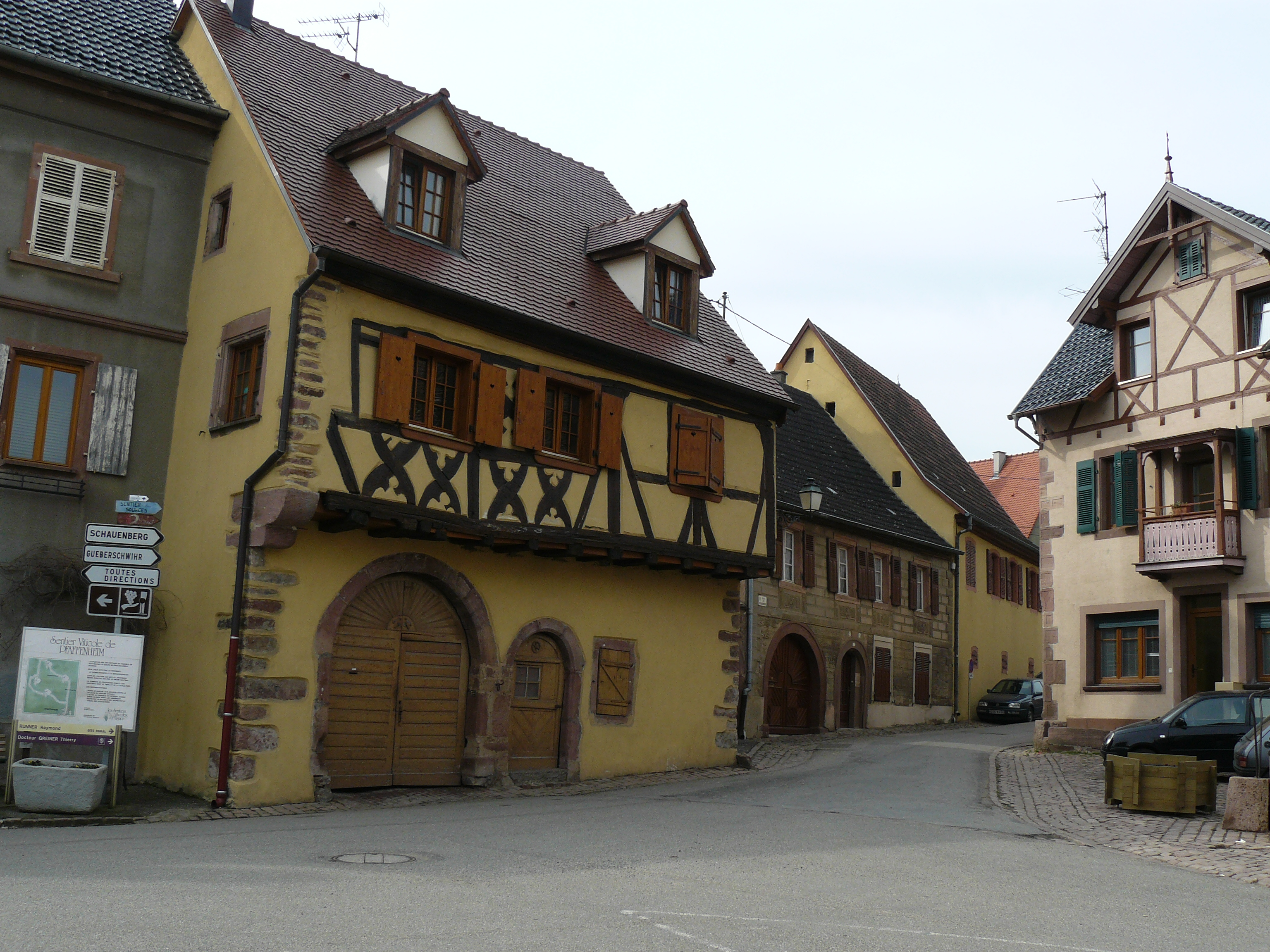
Fachwerkhäuser
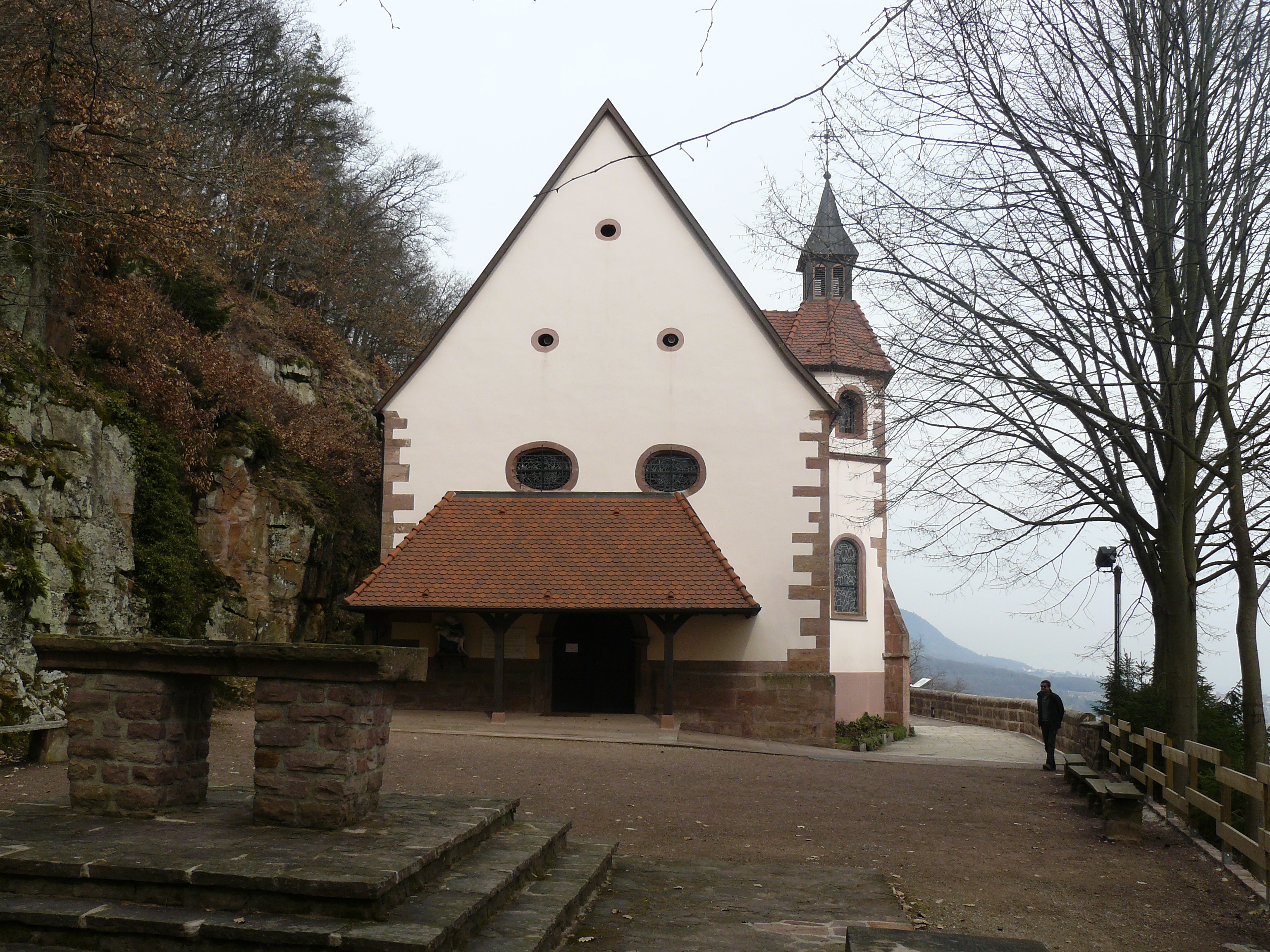
Notre-Dame-du-Schauenberg

## Wirtschaft und Infrastruktur
Der Weinbau spielt in Pfaffenheim eine herausragende Rolle. Große Flächen sind mit Reben bepflanzt. Der Ort ist eine der 33 Gemeinden im Oberelsass, die an der Alsace Grand Cru beteiligt sind (zusammen mit dem südlich gelegenen Westhalten die Lage Steinert). Ein Weinlehrpfad – nach Angaben der Gemeinde der älteste im Elsass – informiert auf einer zweistündigen Tour über dieses Thema. Der Ort ist auch für seine Esskastanien aus den umliegenden Wäldern bekannt.
Östlich der Stadt verläuft die vierspurig ausgebaute Départementsstraße D 83 und eine Eisenbahnlinie der SNCF. Die nächste Bahnstation ist in Rouffach.

## Gemeindepartnerschaften
Mit Gronau, einem Stadtteil der deutschen Stadt Bensheim in Hessen, besteht seit 1994 eine Partnerschaft.